# 楊載福
楊岳斌（1822年—1890年），原名載福，字厚庵，湖南乾州直隸廳衝角營（今湘西土家族苗族自治州吉首市寨陽鄉曙光村）人，清朝將領。

## 生平
幼年以割馬草度日。道光二十九年，参加镇压新宁人李沅發天地會。清咸豐三年（1853年）曾國藩創建湘軍水師，調任右營營官。同治元年，避穆宗諱改名岳斌，与曾国藩、曾国荃定合围天京（南京），围剿长江两岸，鎮壓太平軍有功。
同治三年（1864年），授陕甘总督职，赏一等轻骑尉世职，加太子少保。楊岳斌於次年六月進駐蘭州，后入凉州。陝甘地區此時除了戰亂更有旱災，境外接濟又不足，當地清軍糧餉短缺，多次發生嘩變，楊岳斌無法解決問題，遂於同治五年（1866年）請辭，清廷改派左宗棠接任陝甘總督。
光绪元年（1875年），受命与彭玉麟整顿长江水师。光绪十一年（1885年），率军至台灣，駐軍淡水，以抗法軍。光绪十六年（1890年），病逝於家，赠太子太保，谥勇悫。

## 延伸阅读
[在维基数据编辑]
 《清史稿/卷410》，出自趙爾巽《清史稿》
 《清史稿/卷410》

## 外部連結
- (清)楊岳斌 （页面存档备份，存于）